# Robinson Ridge
Robinson Ridge är en bergstopp i Antarktis. Den ligger i Östantarktis. Australien gör anspråk på området. Toppen på Robinson Ridge är 88 meter över havet.
Terrängen runt Robinson Ridge är platt åt sydväst, men åt nordost är den kuperad. Havet är nära Robinson Ridge åt sydväst. Trakten är glest befolkad. Närmaste befolkade plats är Casey Station, 10,1 kilometer norr om Robinson Ridge. 